# Shūsuke Tsubouchi
Shūsuke Tsubouchi (坪内 秀介 Tsubouchi Shūsuke?, nacido el 5 de mayo de 1983 en Gunma) es un futbolista japonés que se desempeña como defensa.

## Trayectoria

### Clubes
| Club                | País  | Año         |
| ------------------- | ----- | ----------- |
| Vissel Kobe         | Japón | 2002 - 2007 |
| Consadole Sapporo   | Japón | 2008        |
| Oita Trinita        | Japón | 2009        |
| Omiya Ardija        | Japón | 2010 - 2012 |
| Albirex Niigata     | Japón | 2012 - 2014 |
| Júbilo Iwata        | Japón | 2014 - 2015 |
| Thespakusatsu Gunma | Japón | 2016 -      |

## Estadística de carrera

### J. League
| Club                | Año   | J. League | J. League | Copa J. League | Copa J. League | Total | Total |
| Club                | Año   | Part.     | Goles     | Part.          | Goles          | Part. | Goles |
| ------------------- | ----- | --------- | --------- | -------------- | -------------- | ----- | ----- |
| Vissel Kobe         | 2002  | 1         | 0         | 0              | 0              | 1     | 0     |
| Vissel Kobe         | 2003  | 10        | 0         | 4              | 0              | 14    | 0     |
| Vissel Kobe         | 2004  | 21        | 0         | 2              | 0              | 23    | 0     |
| Vissel Kobe         | 2005  | 9         | 0         | 1              | 0              | 10    | 0     |
| Vissel Kobe         | 2006  | 46        | 1         | -              | -              | 46    | 1     |
| Vissel Kobe         | 2007  | 13        | 0         | 5              | 0              | 18    | 0     |
| Consadole Sapporo   | 2008  | 30        | 0         | 6              | 0              | 36    | 0     |
| Oita Trinita        | 2009  | 20        | 0         | 5              | 0              | 25    | 0     |
| Omiya Ardija        | 2010  | 26        | 2         | 3              | 0              | 29    | 2     |
| Omiya Ardija        | 2011  | 19        | 0         | 1              | 0              | 20    | 0     |
| Omiya Ardija        | 2012  | 5         | 0         | 1              | 0              | 6     | 0     |
| Albirex Niigata     | 2012  | 9         | 2         | 0              | 0              | 9     | 2     |
| Albirex Niigata     | 2013  | 6         | 0         | 4              | 0              | 10    | 0     |
| Albirex Niigata     | 2014  | 0         | 0         | 2              | 0              | 2     | 0     |
| Júbilo Iwata        | 2014  | 8         | 0         | -              | -              | 8     | 0     |
| Júbilo Iwata        | 2015  | 7         | 0         | -              | -              | 7     | 0     |
| Thespakusatsu Gunma | 2016  | 34        | 2         | -              | -              | 34    | 2     |
| Thespakusatsu Gunma | 2017  | 8         | 0         | -              | -              | 8     | 0     |
| Total               | Total | 272       | 7         | 34             | 0              | 306   | 7     |